# Waurika
Waurika är administrativ huvudort i Jefferson County i Oklahoma. C.A. McBrian vann det första borgmästarvalet i Waurika 1903. Enligt 2010 års folkräkning hade orten 2 064 invånare.